# Antonio Tonini
Antonio Tonini (Cavergno, 8 settembre 1828 – Giaglione, 25 giugno 1860) è stato un alpinista e geografo svizzero, di lingua italiana.
Pioniere dell'alpinismo, è passato alla storia perché è stato l'autore di una serie di importanti prime ascensioni su numerose cime delle Valli di Lanzo.

## Biografia

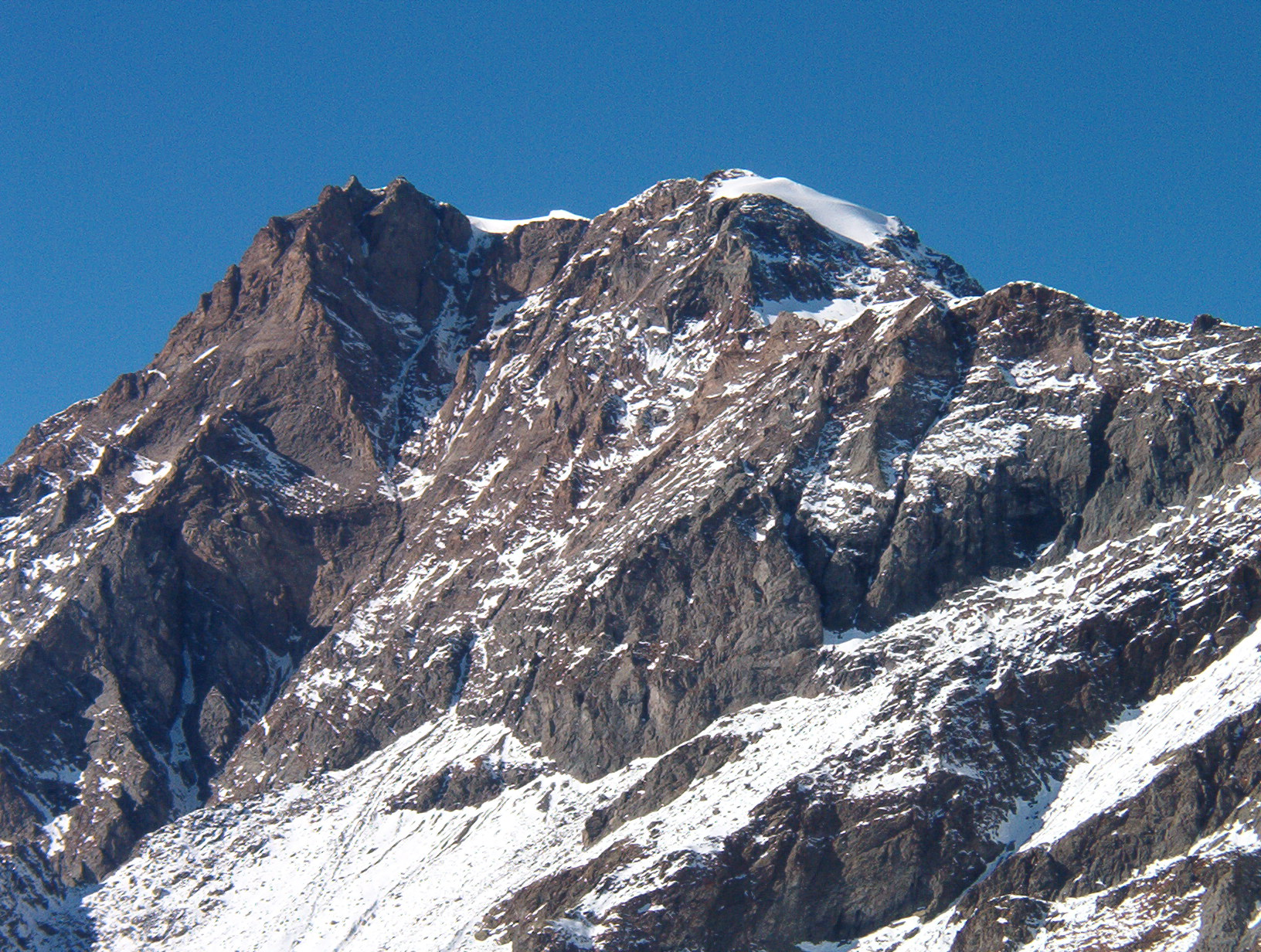
L'Uia di Ciamarella, vetta regina delle Valli di Lanzo, fu scalata per la prima volta da Antonio Tonini nell'estate del 1857, in un'epoca storica in cui la pratica dell'alpinismo in Italia era ancora semisconosciuta

Antonio Tonini nacque nel 1828 a Cavergno, ai piedi delle montagne della val Bavona nel Canton Ticino, da Giovanni Tonini, cacciatore di camosci, e da Maria Balli. Appassionato raccoglitore dei minerali che trovava nella sua valle, la passione per la montagna gli fu trasmessa dal padre che da piccolo lo portò con sé in cima al monte Basòdino.
Studiò prima a Como al prestigioso Pontificio Collegio Gallio e successivamente si laureò con lode in ingegneria presso l'Università di Genova.
Trovò impiego al catasto del Regno di Sardegna, dove grazie alla sua abilità gli fu presto assegnata la competenza del circondario di Susa. Nel 1856 gli fu affidato l'importante incarico di aggiornare le ormai vetuste ed approssimative cartografie delle zone montuose del Regno, redatte nel Seicento da Giovanni Borgonio e da allora mai revisionate.
A luglio dell'anno seguente giunse a Balme con l'intenzione di salire le vette che facevano corona alla Val d'Ala per apporvi dei segnali trigonometrici e farvi le necessarie misure altimetriche e di triangolazione topografica. Trattandosi di luoghi completamente inesplorati e ritenuti assai pericolosi se non inaccessibili, Tonini non trovò nessuna guida locale disposta ad accompagnarlo, neppure tra i cacciatori di camosci e i contrabbandieri. Secondo quanto riferisce l'alpinista Luigi Vaccarone, egli di fatto costrinse il suo giovane aiutante, un tale Ambrosini, a seguirlo portando il teodolite (pena licenziamento) nella sua arrischiata opera di ricognizione. I due, nel giro di poche settimane e benché equipaggiati in maniera primordiale, inanellarono una serie notevole di impegnative prime ascensioni:;
- Monte Collerin il 30 luglio 1857[3]
- Croce Rossa (1857)[4]
- Uia di Ciamarella il 31 luglio 1857[5]
- Uia di Bessanese il 31 agosto 1857[6]
- Uia di Mondrone (1857)[7]

Vi è da sottolineare infatti che trattandosi di montagne "vergini" non esistevano né sentieri di avvicinamento né relazioni che indicassero la cosiddetta via normale di salita, il tutto procedeva faticosamente (e lentamente) per osservazioni e successivi tentativi di ricerca della via più agevole.

### L'incidente mortale
Il 25 giugno 1860 Tonini ed altri collaboratori (Marino, Levis, Battista Aschieris e Bernardino Plano) si trovavano nei pressi della Rocca d'Ambin e stavano scendendo per rincasare a Susa dopo un'intensa giornata di perlustrazione. Egli però, forte della sua superiore esperienza alpinistica, decise di abbreviare il ritorno attraversando direttamente il pericoloso Ghiacciaio dell'Agnello anziché seguire una tortuosa e lunga via di cresta su roccia pulita insieme agli altri suoi compagni. Nel farlo non si avvide della presenza di un piccolo crepaccio "a campana" con l'imboccatura di appena 70 cm di diametro, sufficiente ad inghiottirlo e a farlo sprofondare per una decina di metri sotto la superficie del ghiaccio. I suoi collaboratori, non vedendolo arrivare, si accorsero della disgrazia e una volta trovatolo cercarono di scendere a valle e procurarsi delle corde per farlo risalire, ma arrivarono indietro equipaggiati troppo tardi perché nel volgere di mezz'ora dal ritrovamento Tonini morì assiderato dentro il crepaccio.
Il giorno seguente una squadra di quindici volontari si recarono sul luogo della disgrazia ed estrassero il cadavere del trentaduenne Tonini.

## Riconoscimenti
Alla memoria del coraggioso ingegnere catastale sono state dedicate l'omonima Punta Tonini, ardita vetta alta 3.324 m situata nella Val Grande di Lanzo (vallone di Sea), ed il ghiacciaio Tonini sul versante nord dell'Uia di Ciamarella.